# Piñero
Piñero es una localidad del Departamento Rosario, provincia de Santa Fe, Argentina, a 14 km al sudoeste de la ciudad de Rosario y a 183 km de Santa Fe; sobre la ruta provincial RP 14 pK 13,5, y en el pK 15 de la Segunda Avenida de Circunvalación RN A012. 

RN A012 y Piñero en el "km 15".

## Creación de la Comuna
- 19 de junio de 1902

## Estructura urbana
La localidad de Piñero tiene una extensión territorial de 92 km² y su área residencial queda definida en una superficie aproximada de 36,38 km².
En las últimas décadas, presenta una notable transformación urbano-territorial, a partir del desarrollo de numerosas urbanizaciones, mayormente abiertas pero también cerradas, localizadas a lo largo de la AO12 y de la ruta provincial N.º 18, alejadas del núcleo original. No obstante hay una marcada dispersión que entre las dichas urbanizaciones que generalmente se encuentran rodeadas de áreas rurales intermedias y algunas distan más de 10 km entre sí.
Entre los principales equipamientos está la Unidad Penitenciaria N°11, ubicada entre las rutas provinciales N°12 y 14, en la cual se alojan internos de diversas localidades de la provincia.

### Barrios y parajes
- Campiñas de Piñero
- Estación La Carolina
- La Marisol
- Pinares del sur
- Los Muchachos
- La Alborada
- Altos de Piñero
- La Toscana
- Estación Paraíso (en construcción)

## Santo Patrono
- San Roque, festividad: 16 de agosto

## Geografía

### Población
Cuenta con 1,816 habitantes (Indec, 2010), lo que representa un incremento del 61% frente a los 1,128 habitantes (Indec, 2001) del censo anterior.
| Gráfica de evolución demográfica de Piñero entre 1991 y 2010 |
|                                                              |
| Fuente: Censos nacionales del INDEC                          |

### Clima
Su clima es húmedo y templado en la mayor parte del año. Se lo clasifica como clima templado pampeano, es decir que las cuatro estaciones están medianamente definidas. Es propicio para las actividades agropecuarias; la temperatura es en general benigna, pues su media oscilan los 15 °C. Las lluvias se dan a lo largo de todo el año, menos en la época invernal, con algunas heladas. También influencian en la zona los vientos Sudestada, húmedo; Norte, cálido; Pampero, frío y seco, propios de la pampa húmeda.
Hay una temporada calurosa desde octubre a abril (de 18 °C a 36 °C) y una fría entre principios de junio  y la primera mitad de agosto (con mínimas en promedio de 5 °C y máximas promedio de 16 °C), oscilando las temperaturas promedio anuales entre los 10 °C (mínima), y los 23 °C (máxima). Llueve más en verano que en invierno, con un volumen de precipitaciones total de entre 800 y 1300 mm al año (según el hemiciclo climático: húmedo "1870 a 1920" y "1973 a 2020"; seco "1920" a 1973").
Apenas existen (de baja frecuencia) fenómenos climáticos extremos en Piñero: vientos extremos, nieve, hidrometeoros severos. La nieve es un fenómeno excepcional; la última nevada fue en 2007, la penúltima en 1973; y la antepenúltima en 1918. El 9 de julio de 2007, nevó en la localidad. 
Un riesgo factible son los tornados y tormentas severas, con un pico de frecuencia entre octubre y abril. Estos fenómenos se generan por los encuentros de una masa húmeda y cálida del norte del país y una fría y seca del sector sur argentino.
Humedad relativa promedio anual: 76 %

### Sismicidad
El último terremoto fue a las 3.20 UTC-3 del 5 de junio de 1888 (ver Terremoto del Río de la Plata en 1888). La región responde a las subfallas «del río Paraná», y «del río de la Plata», y a la falla de «Punta del Este», con sismicidad baja; y su última expresión se produjo hace 136 años, con una magnitud aproximadamente de 4,5 en la escala de Richter

### Aptitud de los suelos

#### Relieve
Presenta un relieve general muy suavemente ondulado asociado a la cuenca baja del arroyo Saladillo, que desagua en el río Paraná. La red de avenamiento está organizada en la mayor parte de la zona, pero, con cauces poco excavados y no se observan signos de erosión importante. En el borde occidental hay depresiones poco profundas, extensas y salinizadas.

#### Suelos
Los suelos zonales son Argiudoles típicos (familia arcillosa fina), bien a moderadamente bien drenados; con horizontes superficiales de textura franco-limosa, con muy bajo contenido de arena; y los horizontes argílicos bien definidos y gruesos, dificultando la penetración de raíces, la distribución y el aprovechamiento del agua. La fertilidad natural es moderada. Algunos de estos suelos fueron clasificados anteriormente como Argiudoles vérticos, pero no se ha comprobado el agrietamiento requerido por el sistema taxonómico para el subgrupo vértico. 
En las depresiones, dominan los suelos pobremente drenados, sódicos y a veces salinos.

#### Aptitud agropecuaria
Las tierras de aptitud agrícola ocupan el 60% de la superficie y predominan las de media capacidad productiva. 
Como en este distrito se concentran depresiones, tiene aptitud baja. 

#### Uso actual
El uso actual mayoritario es ganadero-agrícola, con alta proporción de soja seguida por trigo y maíz. Además, se utilizan para pasturas, especialmente de base alfalfa y también para horticultura.